# Княждвірська сільська рада
Княждві́рська сільська́ ра́да — адміністративно-територіальна одиниця та орган місцевого самоврядування в Коломийському районі Івано-Франківської області. Адміністративний центр — село Княждвір.

## Історія
Івано-Франківська обласна Рада народних депутатів рішенням від 2 грудня 1993 року перейменувала Нижненську сільраду на Княждвірську.

## Загальні відомості
Княждвірська сільська рада утворена в 1940 році.
- Територія ради: 25 527 км²
- Населення ради: 2907 осіб (станом на 2001 рік)
- Територією ради протікають річки Прут, Шиблянка.

## Населені пункти
Сільській раді підпорядковані населені пункти:
- с. Княждвір
- с. Кийданці

## Склад ради
Рада складається з 20 депутатів та голови.
- Голова ради: Партей Галина Дмитрівна (в. о.)
- Секретар ради: Партей Галина Дмитрівна

### Керівний склад попередніх скликань
| Прізвище, ім'я, по батькові | Основні відомості                                                                                                | Дата обрання | Дата звільнення |
| --------------------------- | --- | ------------ | --------------- |
| Чорний Дмитро Васильович    | Сільський голова, 1951 року народження, освіта середня спеціальна, член Всеукраїнського об'єднання «Батьківщина» | 26.03.2006   | 31.10.2010      |
| Чорний Дмитро Васильович    | Сільський голова, 1951 року народження, освіта середня спеціальна, член Всеукраїнського об'єднання «Батьківщина» | 31.10.2010   | 09.04.2015      |

Примітка: таблиця складена за даними сайту Верховної Ради України

### Депутати
За результатами місцевих виборів 2010 року депутатами ради стали:

#### За суб'єктами висування
| Суб'єкт висування | Кількість обраних депутатів | %   |
| ----------------- | --------------------------- | --- |
| Самовисування     | 20                          | 100 |

#### За округами
| № округу | Прізвище, ім'я, по батькові     | Дата визнання обраним | Освіта             | Партійна приналежність                  | Відомості про обраного депутата                                                                                    |
| -------- | ------------------------------- | --------------------- | ------------------ | --------------------------------------- | --- |
| 1        | Попадинчук Микола Дмитрович     | 02.11.2010            | середня            | позапартійний                           | пенсіонер |
| 2        | Клепач Віталій Григорович       | 02.11.2010            | середня            | позапартійний                           | тимчасово не працює                                                                                                |
| 3        | Боклащук Петро Ярославович      | 10.02.2014            | середня спеціальна | позапартійний                           | приватний підприємець                                                                                              |
| 4        | Дердюк Микола Миколайович       | 02.11.2010            | середня            | позапартійний                           | приватний підприємець                                                                                              |
| 5        | Дмитренко Микола Миколайович    | 02.11.2010            | середня            | позапартійний                           | приватний підприємець                                                                                              |
| 6        | Футулуйчук Іван Дмитрович       | 02.11.2010            | середня            | позапартійний                           | приватний підприємець                                                                                              |
| 7        | Дяків Дмитро Дмитрович          | 02.11.2010            | середня            | позапартійний                           | підприємство “Західнафтосервіс", працівник                                                                         |
| 8        | Чурдальова Надія Василівна      | 02.11.2010            | середня            | член Конгресу Українських Націоналістів | тимчасово не працює                                                                                                |
| 9        | Кузьмак Мирослав Васильович     | 02.11.2010            | середня            | позапартійний                           | ПП “Кузьмак ТВ", працівник                                                                                         |
| 10       | Партей Галина Дмитрівна         | 02.11.2010            | середня            | позапартійна                            | Княждвірськасільська рада, секретар                                                                                |
| 11       | Марусяк Олег Любомирович        | 02.11.2010            | вища               | позапартійний                           | ВВБ в Івано-Франківській області, оперуповноважений в особливо важливих справах                                    |
| 12       | Бойчук Світлана Василівна       | 02.11.2010            | вища               | позапартійна                            | головне управління Держкомзему в Коломийському районі, провідний спеціаліст відділу державного земельного кадастру |
| 13       | Лесюк Василь Михайлович         | 02.11.2010            | середня            | позапартійний                           | тимчасово не працює                                                                                                |
| 14       | Бакай Володимир Іванович        | 02.11.2010            | середня            | позапартійний                           | Коломийське АТП, водій                                                                                             |
| 15       | Скавронська Ганна Іванівна      | 02.11.2010            | середня            | член Народної партії                    | головне управління Держкомзему в Коломийському районі, спеціаліст I категорії                                      |
| 16       | Козьменко Василь Іванович       | 02.11.2010            | середня            | позапартійний                           | пенсіонер |
| 17       | Потятинник Володимир Стефанович | 02.11.2010            | середня            | позапартійний                           | Коломийська виправна колонія № 41, завідувач складу технічних матеріалів                                           |
| 18       | Рогозіна Ганна Василівна        | 02.11.2010            | вища               | позапартійна                            | Княждвірська загальноосвітня школа І—ІІІ ст., директор                                                             |
| 19       | Василинчук Василь Васильович    | 02.11.2010            | середня            | позапартійний                           | тимчасово не працює                                                                                                |
| 20       | Копильців Ігор Васильович       | 02.11.2010            | середня            | позапартійний                           | Печеніжинське лісництво, сторож                                                                                    |